# Campionati del mondo di ciclismo su strada 2024 - Cronometro maschile Elite
La trentunesima edizione della cronometro maschile Elite dei Campionati del mondo di ciclismo su strada si è svolta il 22 settembre 2024 su un percorso di 46,1 km, con partenza e arrivo a Zurigo, in Svizzera. La vittoria è andata al belga Remco Evenepoel, il quale ha completato il percorso in 53'01"98, alla media di 52,172 km/h, precedendo gli italiani Filippo Ganna ed Edoardo Affini.
Sul traguardo di Zurigo i 59 ciclisti partenti hanno tutti portato a termine la competizione.

## Ordine d'arrivo (Top 10)

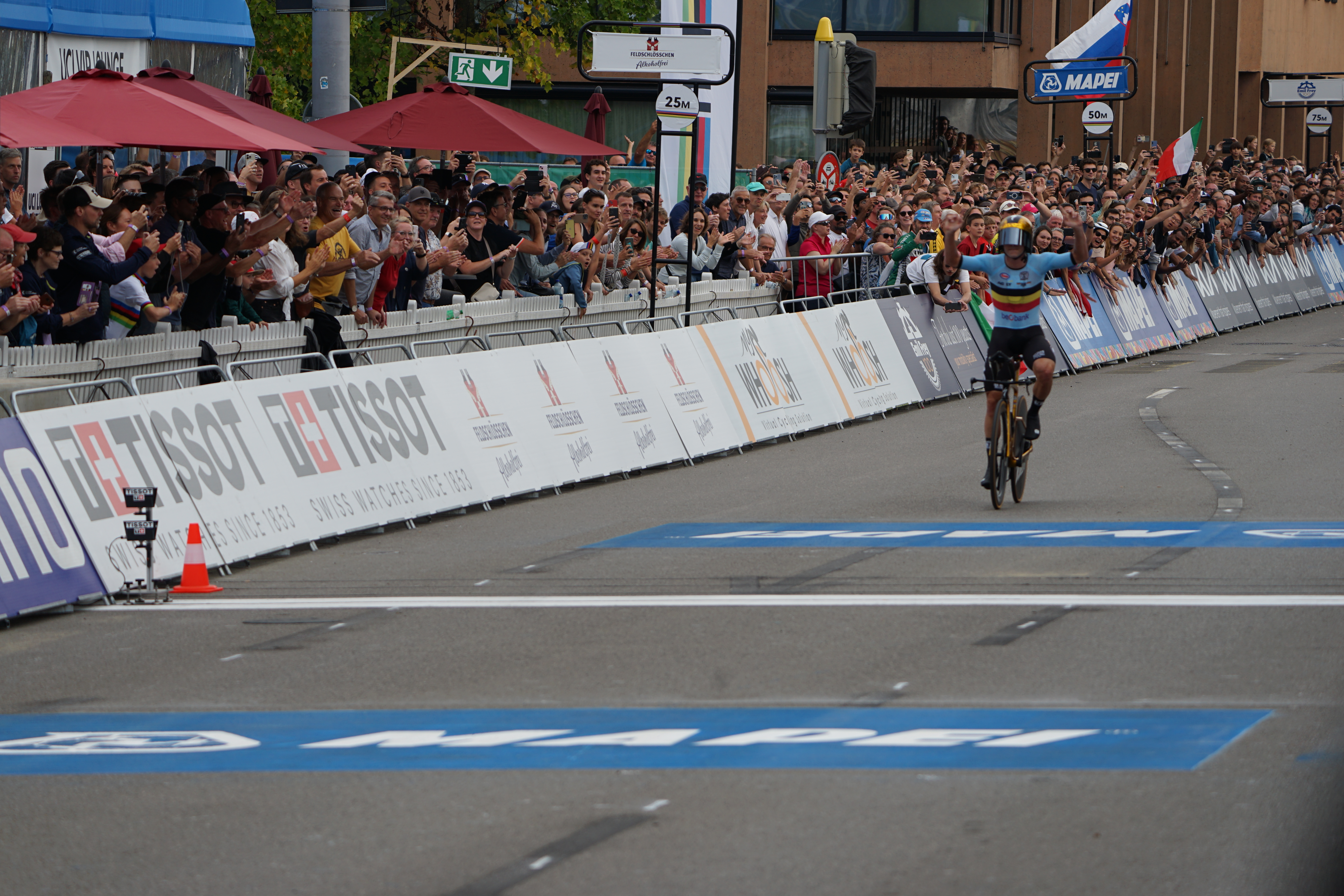
Remco Evenepoel

| Pos. | Corridore          | Squadra     | Tempo     |
| ---- | ------------------ | ----------- | --------- |
| 1    | Remco Evenepoel    | Belgio      | 53'01"98  |
| 2    | Filippo Ganna      | Italia      | a 6"43    |
| 3    | Edoardo Affini     | Italia      | a 54"44   |
| 4    | Joshua Tarling     | Regno Unito | a 1'17"63 |
| 5    | Jay Vine           | Australia   | a 1'24"18 |
| 6    | Kasper Asgreen     | Danimarca   | a 1'30"11 |
| 7    | Tobias Foss        | Norvegia    | a 1'44"50 |
| 8    | Stefan Küng        | Svizzera    | a 1'48"34 |
| 9    | Victor Campenaerts | Belgio      | a 1'55"16 |
| 10   | Brandon McNulty    | Stati Uniti | a 1'58"03 |